# جوزيف جاكوب هالدا
جوزيف جاكوب هالدا مواليد 1943 (بالإنجليزية: Josef Jakob Halda)‏ هو عالم نبات تشيكي.